# هيروكي إيكوشي
هيروكي إيكوشي (باليابانية: 池内 博之) هو عارض وممثل ياباني، ولد في 24 نوفمبر 1976 بإيباراكي في اليابان.

## أعمال

### أفلام
- (2008) ييب مان

## وصلات خارجية
- هيروكي إيكوشي على موقع IMDb (الإنجليزية)
- هيروكي إيكوشي على موقع ألو سيني (الفرنسية)
- هيروكي إيكوشي على موقع أول موفي (الإنجليزية)
- هيروكي إيكوشي على موقع قاعدة بيانات الفيلم (الإنجليزية)
- هيروكي إيكوشي على موقع كينوبويسك (الروسية)